# سعید افروز
سعید افروز (زاده ۲۲ آذر ۱۳۶۹ جیرفت در استان کرمان) ورزشکار پارا دو و میدانی ایران در رشته پرتاب نیزه است. 
معلولیت او از ناحیه پا مادرزادی است اما این معلولیت هرگز برای او یک محدودیت نبوده است.

## افتخارات
سعید افروز در روز چهارم بازی‌های پاراآسیایی هانگژو که در آن رقابت پرتاب نیزه کلاس ادغامی F33/34 برگزار شد، با ۱۰۶۸ امتیاز به مقام نخست رسید و موفق به کسب مدال طلا شد.

## المپیک

### المپیک ۲۰۲۰ توکیو
او موفق شد در مسابقات پارالمپیک ۲۰۲۰ توکیو با پرتابی به طول ۴۰/۰۵ متر رکورد جهان را بشکند و به مدال طلا پرتاب نیزه کلاس F۳۴ دست یابد. او اولین ورزشکاری است که در این کلاس پرتابی بیش از ۴۰ متر را به ثبت رسانده است. او در سه پرتاب ابتدایی خود نیز سه بار رکورد جهان را شکسته بود.

### المپیک ۲۰۲۴ پاریس
سعید افروز در ر مسابقات پارالمپیک ۲۰۲۴ در رشته پرتاب نیزه کلاس F34 با پرتابی به طول ۴۱٫۱۶ متر ضمن شکستن رکورد جهان و پارالمپیک به مقام نخست رسید و موفق به کسب مدال طلا شد.